# Liste der Spiele des französischen Fußball-Supercup
Die Liste enthält die Spiele um die Trophée des Champions mit allen statistischen Details. Rekordsieger ist Paris Saint-Germain mit 12 Siegen.

## 1995
| Paris Saint-Germain                            | Paris Saint-Germain | FC Nantes | FC Nantes |
| ---------------------------------------------- | --- | --- | --------- |
| Paris Saint-Germain                            | \| 3. Januar 1996 in Brest (Stade Francis-Le Blé) \| \| Ergebnis: 2:2 n. V., 6:5 i. E. \| \| Zuschauer: 12.000 \| \| Schiedsrichter: Didier Pauchard \|                                               | \| 3. Januar 1996 in Brest (Stade Francis-Le Blé) \| \| Ergebnis: 2:2 n. V., 6:5 i. E. \| \| Zuschauer: 12.000 \| \| Schiedsrichter: Didier Pauchard \| | FC Nantes |
| Paris Saint-Germain                            | Bernard Lama – José Cobos, Patrick Colleter, Stéphane Mahé – Pierre Ducrocq, Paul Le Guen, Laurent Fournier, Youri Djorkaeff, Raí – Julio César Dely Valdés, Pascal Nouma Cheftrainer: Luis Fernández | Dominique Casagrande – Bruno Carotti, Éric Decroix, Cristophe Pignol, Serge Le Dizet (46. Jean-Marc Chanelet), Jean-Michel Ferri, Claude Makélélé, Benoît Cauet, Reynald Pedros – Japhet N’Doram (69. Laurent Peyrelade), Nicolas Ouédec (46. Jocelyn Gourvennec) Cheftrainer: Jean-Claude Suaudeau | FC Nantes |
| Paris Saint-Germain                            | 1:0 Pascal Nouma (15.) 2:2 Youri Djorkaeff (38.) | 1:1 Nicolas Ouédec (27.) 1:2 Benoît Cauet (72.) | FC Nantes |
| Paris Saint-Germain                            | Elfmeterschießen | | FC Nantes |
| Paris Saint-Germain                            | 1:0 Paul Le Guen 2:1 Youri Djorkaeff 3:2 Raí 4:2 Pascal Nouma Patrick Colleter 5:4 Julio César Dely Valdés 6:5 Laurent Fournier                                                                       | 1:1 Bruno Carotti 2:2 Jocelyn Gourvennec Christophe Pignol 4:3 Reynald Pedros 4:4 Benoît Cauet 5:5 Laurent Peyrelade Claude Makélélé | FC Nantes |
| 3. Januar 1996 in Brest (Stade Francis-Le Blé) | | |           |
| Ergebnis: 2:2 n. V., 6:5 i. E.                 | | |           |
| Zuschauer: 12.000                              | | |           |
| Schiedsrichter: Didier Pauchard                | | |           |

## 1996
Keine Austragung

## 1997
| AS Monaco                                | AS Monaco | OGC Nizza | OGC Nizza |
| ---------------------------------------- | --- | --- | --------- |
| AS Monaco                                | \| 23. Juli 1997 in Monaco (Stade Louis II) \| \| Ergebnis: 5:2 (4:0) \| \| Zuschauer: 7.614 \| \| Schiedsrichter: Jean-Claude Puyalt \| | \| 23. Juli 1997 in Monaco (Stade Louis II) \| \| Ergebnis: 5:2 (4:0) \| \| Zuschauer: 7.614 \| \| Schiedsrichter: Jean-Claude Puyalt \|                                                                                                 | OGC Nizza |
| AS Monaco                                | Fabien Barthez – Djibril Diawara (6. Costinha), Christophe Pignol (73. Philippe Léonard), Lilian Martin, Willy Sagnol – Salif Diao, Fabien Lefèvre, Ali Benarbia, Stéphane Carnot – Victor Ikpeba, Japhet N’Doram (62. David Trezeguet) Cheftrainer: Jean Tigana | Robin Huc – Mickaël Rol, Ludovic Stefano, Goran Kartalija, Frédéric Martin – Zoran Milinković, Dominique Aulanier – Franck Pottier (80. Thibault Scotto), Franco Vignola, James Debbah, Franck Vandecasteele Cheftrainer: Michel Renquin | OGC Nizza |
| AS Monaco                                | 1:0 Fabien Lefèvre (3.) 2:0 Japhet N’Doram (15.) 3:0 Japhet N’Doram (17.) 4:0 Victor Ikpeba (33.) 5:1 David Trezeguet (76.) | 4:1 James Debbah (69.) 5:2 Franco Vignola (90.) | OGC Nizza |
| 23. Juli 1997 in Monaco (Stade Louis II) | | |           |
| Ergebnis: 5:2 (4:0)                      | | |           |
| Zuschauer: 7.614                         | | |           |
| Schiedsrichter: Jean-Claude Puyalt       | | |           |

## 1998
| RC Lens                                             | RC Lens | Paris Saint-Germain | Paris Saint-Germain |
| --------------------------------------------------- | --- | --- | ------------------- |
| RC Lens                                             | \| 30. Juli 1998 in Tours (Stade de la Vallée du Cher) \| \| Ergebnis: 0:1 (0:0) \| \| Zuschauer: 10.365 \| \| Schiedsrichter: Gilles Chéron \|                                                                              | \| 30. Juli 1998 in Tours (Stade de la Vallée du Cher) \| \| Ergebnis: 0:1 (0:0) \| \| Zuschauer: 10.365 \| \| Schiedsrichter: Gilles Chéron \|                                                                          | Paris Saint-Germain |
| RC Lens                                             | Guillaume Warmuz – Frédéric Déhu, Yoann Lachor, Xavier Méride, Alex Nyarko, Eric Sikora – Stéphane Dalmat, Mickaël Debève (74. Philippe Brunel), Vladimír Šmicer – Pascal Nouma, Tony Vairelles Cheftrainer: Daniel Leclercq | Dominique Casagrande – Bruno Carotti, Alain Goma, Christian Wörns, Didier Domi, Jimmy Algerino – Pierre Ducrocq, Yann Lachuer – Patrice Loko, Nicolas Ouédec (81. Jérôme Leroy), Marco Simone Cheftrainer: Alain Giresse | Paris Saint-Germain |
| RC Lens                                             | 0:1 Yann Lachuer (54.) | | Paris Saint-Germain |
| 30. Juli 1998 in Tours (Stade de la Vallée du Cher) | | |                     |
| Ergebnis: 0:1 (0:0)                                 | | |                     |
| Zuschauer: 10.365                                   | | |                     |
| Schiedsrichter: Gilles Chéron                       | | |                     |

## 1999
| Girondins Bordeaux                            | Girondins Bordeaux | FC Nantes | FC Nantes |
| --------------------------------------------- | --- | --- | --------- |
| Girondins Bordeaux                            | \| 24. Juli 1999 in Amiens (Stade de la Licorne) \| \| Ergebnis: 0:1 (0:0) \| \| Zuschauer: 11.858 \| \| Schiedsrichter: Stéphane Bré \|                                                                                               | \| 24. Juli 1999 in Amiens (Stade de la Licorne) \| \| Ergebnis: 0:1 (0:0) \| \| Zuschauer: 11.858 \| \| Schiedsrichter: Stéphane Bré \| | FC Nantes |
| Girondins Bordeaux                            | Ulrich Ramé – Hervé Alicarte, Kodjo Afanou, Jérôme Bonnissel, François Grenet – Jean-Christophe Rouviere (73. Pascal Feindouno), Michel Pavon, Johan Micoud, Stéphane Ziani – Sylvain Wiltord, Lilian Laslandes Cheftrainer: Élie Baup | Mickaël Landreau – Néstor Fabbri, Jean-Marc Chanelet – Charles Devineau (73. Mehdi Leroy), Nicolas Savinaud, Sébastien Piocelle, Olivier Monterrubio (77. Patrick Suffo), Salomon Olembé, Éric Carrière, Antoine Sibierski – Frédéric Da Rocha Cheftrainer: Raynald Denoueix | FC Nantes |
| Girondins Bordeaux                            | 0:1 Olivier Monterrubio (57.) | | FC Nantes |
| Girondins Bordeaux                            | Hervé Alicarte (58.), Michelle Pavon (77.) | | FC Nantes |
| 24. Juli 1999 in Amiens (Stade de la Licorne) | | |           |
| Ergebnis: 0:1 (0:0)                           | | |           |
| Zuschauer: 11.858                             | | |           |
| Schiedsrichter: Stéphane Bré                  | | |           |

## 2000
| AS Monaco                                      | AS Monaco | FC Nantes | FC Nantes |
| ---------------------------------------------- | --- | --- | --------- |
| AS Monaco                                      | \| 22. Juli 2000 in Sochaux (Stade Auguste-Bonal) \| \| Ergebnis: 0:0 n. V., 6:5 i. E. \| \| Zuschauer: 9.918 \| \| Schiedsrichter: Stéphane Moulin \| | \| 22. Juli 2000 in Sochaux (Stade Auguste-Bonal) \| \| Ergebnis: 0:0 n. V., 6:5 i. E. \| \| Zuschauer: 9.918 \| \| Schiedsrichter: Stéphane Moulin \| | FC Nantes |
| AS Monaco                                      | Stéphane Porato – Philippe Christanval, Pablo Contreras, Bruno Irles, Martin Djetou, Philippe Léonard (45. Pontus Farnerud) – Costinha, Marcelo Gallardo – Ludovic Giuly (72. John Arne Riise), Dado Pršo (85. Wagneau Eloi), Marco Simone Cheftrainer: Claude Puel | Mickaël Landreau – Néstor Fabbri, Marío Silva, Nicolas Laspalles – Mathieu Berson (86. Sylvain Armand), Nicolas Savinaud, Sébastien Piocelle, Olivier Monterrubio (86. Marama Vahirua) Salomon Olembé (60. Mahdi Leroy), Éric Carrière – Frédéric Da Rocha Cheftrainer: Raynald Denoueix | FC Nantes |
| AS Monaco                                      | Elfmeterschießen | | FC Nantes |
| AS Monaco                                      | 1:1 John Arne Riise Philippe Christanval Marcelo Gallardo Pablo Contreras 2:2 Wagneau Eloi 3:3 Bruno Irles 4:4 Martin Djetou 5:5 Costinha 6:5 Pontus Farnerud | 0:1 Mehdi Leroy Éric Carrière 1:2 Néstor Fabbri Nicolas Savinaud Frédéric Da Rocha 2:3 Nicolas Laspalles 3:4 Sébastien Piocelle 4:5 Marama Vahirua Sylvain Armand | FC Nantes |
| 22. Juli 2000 in Sochaux (Stade Auguste-Bonal) | | |           |
| Ergebnis: 0:0 n. V., 6:5 i. E.                 | | |           |
| Zuschauer: 9.918                               | | |           |
| Schiedsrichter: Stéphane Moulin                | | |           |

## 2001
| Racing Straßburg                                | Racing Straßburg | FC Nantes | FC Nantes |
| ----------------------------------------------- | --- | --- | --------- |
| Racing Straßburg                                | \| 19. Juli 2001 in Straßburg (Stade de la Meinau) \| \| Ergebnis: 1:4 (1:2) \| \| Zuschauer: 7.685 \| \| Schiedsrichter: Jean-Marc Bonnin \| | \| 19. Juli 2001 in Straßburg (Stade de la Meinau) \| \| Ergebnis: 1:4 (1:2) \| \| Zuschauer: 7.685 \| \| Schiedsrichter: Jean-Marc Bonnin \| | FC Nantes |
| Racing Straßburg                                | José Luis Chilavert – Christian Bassila, Teddy Bertin, Yannick Fischer, Alexis Ngambi, Jacques Momha – Pascal Camadini, Pascal Johansen, Corentin Martins – Péguy Luyindula (74. Gonzalo Belloso), Danijel Ljuboja (79. Stéphane Roda) Cheftrainer: Ivan Hašek | Mickaël Landreau – Néstor Fabbri, Nicolas Gillet, Sylvain Armand, Nicolas Laspalles – Mathieu Berson (61. Nicolas Savinaud), Olivier Quint, Stéphane Ziani – Frédéric Da Rocha, Pierre-Yves André (73. Wilfried Dalmat), Viorel Moldovan (85. Pascal Delhommeau) Cheftrainer: Raynald Denoueix | FC Nantes |
| Racing Straßburg                                | 1:1 Danijel Ljuboja (17.) | 0:1 Olivier Quint (7.) 1:2 Sylvain Armand (38.) 1:3 Wilfried Dalmat (88.) 1:4 Nicolas Savinaud (90.) | FC Nantes |
| Racing Straßburg                                | José Luis Chilavert (58.) | Mickaël Landreau (11.), Mathieu Berson (36.) | FC Nantes |
| 19. Juli 2001 in Straßburg (Stade de la Meinau) | | |           |
| Ergebnis: 1:4 (1:2)                             | | |           |
| Zuschauer: 7.685                                | | |           |
| Schiedsrichter: Jean-Marc Bonnin                | | |           |

## 2002
| Olympique Lyon                                      | Olympique Lyon | FC Lorient | FC Lorient |
| --------------------------------------------------- | --- | --- | ---------- |
| Olympique Lyon                                      | \| 27. Juli 2002 in Cannes (Stade Pierre de Coubertin) \| \| Ergebnis: 5:1 (3:1) \| \| Zuschauer: 5.041 \| \| Schiedsrichter: Bruno Coué \| | \| 27. Juli 2002 in Cannes (Stade Pierre de Coubertin) \| \| Ergebnis: 5:1 (3:1) \| \| Zuschauer: 5.041 \| \| Schiedsrichter: Bruno Coué \| | FC Lorient |
| Olympique Lyon                                      | Grégory Coupet – Jérémie Bréchet, Caçapa, Patrick Müller, Jean-Marc Chanelet – Philippe Violeau, Vikash Dhorasoo, Éric Carrière, Juninho Pernambucano (63. Mahamadou Diarra) – Sidney Govou (75. Péguy Luyindula), Sonny Anderson (75. Tony Vairelles) Cheftrainer: Paul Le Guen | Stéphane Le Garrec – Loïc Druon, Pape Malick Diop (46. Antony Gauvin), Richard Martini, Christophe Ferron, Yohan Bouzin (59. Marc Boutruche) – Sylvain Ripoll, Pascal Bédrossian – Patrice Loko (63. Tchiressoua Guel), Elie Kroupi, Samassi Abou Cheftrainer: Yvon Pouliquen | FC Lorient |
| Olympique Lyon                                      | 1:0 Sidney Govou (8.) 2:0 Sidney Govou (25.) 3:1 Vikash Dhorasoo (40.) 4:1 Sidney Govou (74.) 5:1 Péguy Luyindula (79.) | 2:1 Patrice Loko (27.) | FC Lorient |
| Olympique Lyon                                      | Elie Kroupi (34.), Yohan Bouzin (54.) | | FC Lorient |
| 27. Juli 2002 in Cannes (Stade Pierre de Coubertin) | | |            |
| Ergebnis: 5:1 (3:1)                                 | | |            |
| Zuschauer: 5.041                                    | | |            |
| Schiedsrichter: Bruno Coué                          | | |            |

## 2003
| Olympique Lyon                           | Olympique Lyon | AJ Auxerre | AJ Auxerre |
| ---------------------------------------- | --- | --- | ---------- |
| Olympique Lyon                           | \| 26. Juli 2003 in Lyon (Stade de Gerland) \| \| Ergebnis: 2:1 (2:0) \| \| Zuschauer: 18.254 \| \| Schiedsrichter: Laurent Duhamel \| | \| 26. Juli 2003 in Lyon (Stade de Gerland) \| \| Ergebnis: 2:1 (2:0) \| \| Zuschauer: 18.254 \| \| Schiedsrichter: Laurent Duhamel \| | AJ Auxerre |
| Olympique Lyon                           | Grégory Coupet – Anthony Réveillère, Patrick Müller, Edmílson, Éric Deflandre – Philippe Violeau (65. Vikash Dhorasoo), Michael Essien, Mahamadou Diarra – Florent Malouda (65. Éric Carrière), Julien Viale (25. Bryan Bergougnoux), Juninho Pernambucano Cheftrainer: Paul Le Guen | Fabien Cool – Jean-Sébastien Jaurès, Jean-Alain Boumsong, Philippe Mexès, Johan Radet (78. Jean-Joël Perrier-Doumbé) – Teemu Tainio, Lionel Mathis, Yann Lachuer – Kanga Akalé (70. Arnaud Gonzalez), Djibril Cissé, Bonaventure Kalou (46. Olivier Kapo) Cheftrainer: Guy Roux | AJ Auxerre |
| Olympique Lyon                           | 1:0 Michael Essien (5.) 2:0 Mahamadou Diarra (9.) | 2:1 Olivier Kapo (83.) | AJ Auxerre |
| Olympique Lyon                           | Michael Essien (37.) | | AJ Auxerre |
| 26. Juli 2003 in Lyon (Stade de Gerland) | | |            |
| Ergebnis: 2:1 (2:0)                      | | |            |
| Zuschauer: 18.254                        | | |            |
| Schiedsrichter: Laurent Duhamel          | | |            |

## 2004
| Paris Saint-Germain                                 | Paris Saint-Germain | Olympique Lyon | Olympique Lyon |
| --------------------------------------------------- | --- | --- | -------------- |
| Paris Saint-Germain                                 | \| 31. Juli 2004 in Cannes (Stade Pierre de Coubertin) \| \| Ergebnis: 1:1 n. V., 6:7 i. E. \| \| Zuschauer: 9.429 \| \| Schiedsrichter: Gilles Veissière \| | \| 31. Juli 2004 in Cannes (Stade Pierre de Coubertin) \| \| Ergebnis: 1:1 n. V., 6:7 i. E. \| \| Zuschauer: 9.429 \| \| Schiedsrichter: Gilles Veissière \| | Olympique Lyon |
| Paris Saint-Germain                                 | Jérôme Alonzo – Sylvain Armand, Mario Yepes, José-Karl Pierre-Fanfan, Jean-Hugues Ateba – Édouard Cissé, Jérôme Rothen – Bernard Mendy, Reinaldo (64. Pauleta), Danijel Ljuboja (79. Alioune Touré), Fabrice Fiorèse (88. Selim Benachour) Cheftrainer: Vahid Halilhodžić | Grégory Coupet – Jérémy Berthod, Éric Abidal, Caçapa, Anthony Réveillère – Michael Essien, Florent Malouda, Sidney Govou (78. Florent Balmont), Juninho Pernambucano – Pierre-Alain Frau (72. Bryan Bergougnoux), Giovane Élber (67. Julien Viale) Cheftrainer: Paul Le Guen | Olympique Lyon |
| Paris Saint-Germain                                 | 1:1 Fabrice Fiorèse (71.) | 0:1 Giovane Elber (54.) | Olympique Lyon |
| Paris Saint-Germain                                 | Elfmeterschießen | | Olympique Lyon |
| Paris Saint-Germain                                 | 1:0 Pauleta 2:1 Jérôme Rothen 3:2 Mario Yepes Sylvain Armand 4:3 Bernard Mendy 5:4 Édouard Cissé 6:5 Selim Benachour Alioune Touré | 1:1 Bryan Bergougnoux 2:2 Julien Viale Florent Malouda 3:3 Florent Balmont 4:4 Juninho Pernambucano 5:5 Michael Essien 6:6 Éric Abidal 7:8 Jérémy Berthod | Olympique Lyon |
| 31. Juli 2004 in Cannes (Stade Pierre de Coubertin) | | |                |
| Ergebnis: 1:1 n. V., 6:7 i. E.                      | | |                |
| Zuschauer: 9.429                                    | | |                |
| Schiedsrichter: Gilles Veissière                    | | |                |

## 2005
| AJ Auxerre                                           | AJ Auxerre | Olympique Lyon | Olympique Lyon |
| ---------------------------------------------------- | --- | --- | -------------- |
| AJ Auxerre                                           | \| 27. Juli 2005 in Auxerre (Stade de l’Abbé-Deschamps) \| \| Ergebnis: 1:4 (1:2) \| \| Zuschauer: 10.967 \| \| Schiedsrichter: Pascal Vileo \| | \| 27. Juli 2005 in Auxerre (Stade de l’Abbé-Deschamps) \| \| Ergebnis: 1:4 (1:2) \| \| Zuschauer: 10.967 \| \| Schiedsrichter: Pascal Vileo \| | Olympique Lyon |
| AJ Auxerre                                           | Fabien Cool – Jean-Sébastien Jaurès, Jean-Pascal Mignot, Baptiste Martin (74. René Bolf), Johan Radet (62. Bacary Sagna) – Philippe Violeau, Benoît Cheyrou, Thomas Kahlenberg, Lionel Mathis (62. Kanga Akalé) – Romain Poyet, Luigi Pieroni Cheftrainer: Jacques Santini | Grégory Coupet – Jérémy Berthod, Sylvain Monsoreau, Caçapa, Lamine Diatta – Benoît Pedretti (60. Mahamadou Diarra), Jérémy Clément, Hatem Ben Arfa – Sidney Govou (52. Florent Malouda), John Carew (72. Nilmar), Pierre-Alain Frau Cheftrainer: Gérard Houllier | Olympique Lyon |
| AJ Auxerre                                           | 1:1 Lionel Mathis (8.) | 0:1 Hatem Ben Arfa (1.) 1:2 John Carew (33.) 1:3 John Carew (67.) 1:4 John Carew (72.) | Olympique Lyon |
| 27. Juli 2005 in Auxerre (Stade de l’Abbé-Deschamps) | | |                |
| Ergebnis: 1:4 (1:2)                                  | | |                |
| Zuschauer: 10.967                                    | | |                |
| Schiedsrichter: Pascal Vileo                         | | |                |

## 2006
| Olympique Lyon                            | Olympique Lyon | Paris Saint-Germain | Paris Saint-Germain |
| ----------------------------------------- | --- | --- | ------------------- |
| Olympique Lyon                            | \| 30. Juli 2006 in Lyon (Stade de Gerland) \| \| Ergebnis: 1:1 n. V. (1:1, 0:0), 5:4 i. E. \| \| Zuschauer: 30.529 \| \| Schiedsrichter: Bertrand Layec \|                                                                                           | \| 30. Juli 2006 in Lyon (Stade de Gerland) \| \| Ergebnis: 1:1 n. V. (1:1, 0:0), 5:4 i. E. \| \| Zuschauer: 30.529 \| \| Schiedsrichter: Bertrand Layec \|                                                                                           | Paris Saint-Germain |
| Olympique Lyon                            | Rémy Vercoutre – Jérémy Berthod (68. Anthony Réveillère), Caçapa, Sébastien Squillaci, François Clerc (81. Patrick Müller), Jérémy Toulalan, Mahamadou Diarra, Kim Källström – Hatem Ben Arfa, John Carew, Karim Benzema Cheftrainer: Gérard Houllier | Mickaël Landreau – Sylvain Armand, Mario Yepes, Sammy Traoré (75. Clément Chantôme), Bernard Mendy – Édouard Cissé, David Rozehnal, Jérôme Rothen, Paulo César – Pierre-Alain Frau, Fabrice Pancrate (63. Bonaventure Kalou) Cheftrainer: Guy Lacombe | Paris Saint-Germain |
| Olympique Lyon                            | 1:1 Karim Benzema (71.) | 0:1 Jérôme Rothen (62.) | Paris Saint-Germain |
| Olympique Lyon                            | Paulo César (64.), Sylvain Armand (70.), Mario Yepes (73.) | | Paris Saint-Germain |
| 30. Juli 2006 in Lyon (Stade de Gerland)  | | |                     |
| Ergebnis: 1:1 n. V. (1:1, 0:0), 5:4 i. E. | | |                     |
| Zuschauer: 30.529                         | | |                     |
| Schiedsrichter: Bertrand Layec            | | |                     |

## 2007
| Olympique Lyon                           | Olympique Lyon | FC Sochaux | FC Sochaux |
| ---------------------------------------- | --- | --- | ---------- |
| Olympique Lyon                           | \| 28. Juli 2007 in Lyon (Stade de Gerland) \| \| Ergebnis: 2:1 (2:1) \| \| Zuschauer: 30.413 \| \| Schiedsrichter: Sandryk Biton \| | \| 28. Juli 2007 in Lyon (Stade de Gerland) \| \| Ergebnis: 2:1 (2:1) \| \| Zuschauer: 30.413 \| \| Schiedsrichter: Sandryk Biton \| | FC Sochaux |
| Olympique Lyon                           | Grégory Coupet – Anthony Réveillère, Patrick Müller, Cris, François Clerc (81. Fabio Grosso) – Jérémy Toulalan, Kim Källström – Sidney Govou, Abdul Kader Keïta (67. Mathieu Bodmer), Milan Baroš (67. Hatem Ben Arfa), Karim Benzema Cheftrainer: Alain Perrin | Teddy Richert – Bojan Jokić, Rabiu Afolabi, Hakim El Bounadi, Stéphane Pichot – Badara Sène (73. Julien Quercia), Romain Pitau, Valter Birsa (52. Mevlüt Erdinç), Stéphane Dalmat (85. Álvaro Santos), Mickaël Isabey – Sébastien Grax Cheftrainer: Frédéric Hantz | FC Sochaux |
| Olympique Lyon                           | 1:1 Sidney Govou (21.) 2:1 Cris (43.) | 0:1 Valter Birsa (13.) | FC Sochaux |
| Olympique Lyon                           | Jérémy Toulalan (69.) | Badara Sène (55.), Mevlüt Erdinç (57.), Bojan Jokić (69.) | FC Sochaux |
| 28. Juli 2007 in Lyon (Stade de Gerland) | | |            |
| Ergebnis: 2:1 (2:1)                      | | |            |
| Zuschauer: 30.413                        | | |            |
| Schiedsrichter: Sandryk Biton            | | |            |

## 2008
| Girondins Bordeaux                               | Girondins Bordeaux | Olympique Lyon | Olympique Lyon | Aufstellung                                         |
| ------------------------------------------------ | --- | --- | -------------- | --------------------------------------------------- |
| Girondins Bordeaux                               | \| 2. August 2008 in Bordeaux (Stade Chaban-Delmas) \| \| Ergebnis: 0:0 n. V., 5:4 i. E. \| \| Zuschauer: 27.167 \| \| Schiedsrichter: Bertrand Layec \| | \| 2. August 2008 in Bordeaux (Stade Chaban-Delmas) \| \| Ergebnis: 0:0 n. V., 5:4 i. E. \| \| Zuschauer: 27.167 \| \| Schiedsrichter: Bertrand Layec \|                                                                        | Olympique Lyon | Aufstellung Girondins Bordeaux gegen Olympique Lyon |
| Girondins Bordeaux                               | Ulrich Ramé – Franck Jurietti, Souleymane Diawara, Henrique, Matthieu Chalmé – Alou Diarra (69. Fernando Cavenaghi), Wendel, Fernando, Yoann Gourcuff – Marouane Chamakh (83. David Bellion), Yoan Gouffran (73. Gabriel Obertan) Cheftrainer: Laurent Blanc | Hugo Lloris – Fabio Grosso, Cris, Mathieu Bodmer, Anthony Réveillère – Jérémy Toulalan, Jean Makoun, Miralem Pjanić (71. Milan Baroš) – César Delgado (86. Kim Källström), Karim Benzema, Sidney Govou Cheftrainer: Claude Puel | Olympique Lyon | Aufstellung Girondins Bordeaux gegen Olympique Lyon |
| Girondins Bordeaux                               | Elfmeterschießen | | Olympique Lyon | Aufstellung Girondins Bordeaux gegen Olympique Lyon |
| Girondins Bordeaux                               | 1:0 Fernando Fernando Cavenaghi 2:2 Wendel David Bellion 3:3 Yoann Gourcuff 4:3 Franck Jurietti 5:4 Souleymane Diawara | 1:1 Karim Benzema 1:2 Mathieu Bodmer 2:3 Kim Källström Sidney Govou Fabio Grosso 4:4 Jérémy Toulalan Cris | Olympique Lyon | Aufstellung Girondins Bordeaux gegen Olympique Lyon |
| Girondins Bordeaux                               | Fernando (85.), Henrique (87.) | Jérémy Toulalan (38.), Mathieu Bodmer (45.) | Olympique Lyon | Aufstellung Girondins Bordeaux gegen Olympique Lyon |
| 2. August 2008 in Bordeaux (Stade Chaban-Delmas) | | |                |                                                     |
| Ergebnis: 0:0 n. V., 5:4 i. E.                   | | |                |                                                     |
| Zuschauer: 27.167                                | | |                |                                                     |
| Schiedsrichter: Bertrand Layec                   | | |                |                                                     |

## 2009
| Girondins Bordeaux                                 | Girondins Bordeaux | EA Guingamp | EA Guingamp |
| -------------------------------------------------- | --- | --- | ----------- |
| Girondins Bordeaux                                 | \| 25. Juli 2009 in Montreal, Kanada (Saputo Stadium) \| \| Ergebnis: 2:0 (1:0) \| \| Zuschauer: 34.068 \| \| Schiedsrichter: Steven DePiero \| | \| 25. Juli 2009 in Montreal, Kanada (Saputo Stadium) \| \| Ergebnis: 2:0 (1:0) \| \| Zuschauer: 34.068 \| \| Schiedsrichter: Steven DePiero \| | EA Guingamp |
| Girondins Bordeaux                                 | Cédric Carrasso – Benoît Trémoulinas, Henrique, Marc Planus, Matthieu Chalmé – Alou Diarra, Wendel (78. Jussiê), Jaroslav Plašil (65. Fernando), Yoann Gourcuff, Fernando Cavenaghi (65. Yoan Gouffran), Marouane Chamakh Cheftrainer: Laurent Blanc | Stéphane Trévisan – Luís Delgado, Bakary Koné, Mustapha Diallo, Yves Deroff (65. Thierry Argelier) – Igor Djoman, Fabrice Colleau, Thibault Giresse (55. Alharbi El Jadeyaoui) – Richard Soumah (69. Hervé Bazile), Sébastien Grax, Mouritala Ogounbiyi Cheftrainer: Victor Zvunka | EA Guingamp |
| Girondins Bordeaux                                 | 1:0 Fernando Cavenaghi (38.) 2:0 Fernando (90.+1') | | EA Guingamp |
| Girondins Bordeaux                                 | Matthieu Chalmé (74.) | Igor Djoman (16.), Mustapha Diallo (60.) | EA Guingamp |
| 25. Juli 2009 in Montreal, Kanada (Saputo Stadium) | | |             |
| Ergebnis: 2:0 (1:0)                                | | |             |
| Zuschauer: 34.068                                  | | |             |
| Schiedsrichter: Steven DePiero                     | | |             |

## 2010
| Olympique Marseille                                     | Olympique Marseille | Paris Saint-Germain | Paris Saint-Germain | Aufstellung                                               |
| ------------------------------------------------------- | --- | --- | ------------------- | --------------------------------------------------------- |
| Olympique Marseille                                     | \| 28. Juli 2010 in Radès, Tunesien (Stade Hammadi Agrebi) \| \| Ergebnis: 0:0 n. V., 5:4 i. E. \| \| Zuschauer: 55.000 \| \| Schiedsrichter: Aouaz Trabelsi \|                                                                                   | \| 28. Juli 2010 in Radès, Tunesien (Stade Hammadi Agrebi) \| \| Ergebnis: 0:0 n. V., 5:4 i. E. \| \| Zuschauer: 55.000 \| \| Schiedsrichter: Aouaz Trabelsi \| | Paris Saint-Germain | Aufstellung Olympique Marseille gegen Paris Saint-Germain |
| Olympique Marseille                                     | Steve Mandanda – Taye Taiwo, Souleymane Diawara, Hilton, César Azpilicueta – Édouard Cissé, Lucho González, Charles Kaboré – André Ayew (85. Guy Gnabouyou), Mamadou Samassa, Mathieu Valbuena (50. Hatem Ben Arfa) Cheftrainer: Didier Deschamps | Grégory Coupet – Sylvain Armand, Mamadou Sakho, Zoumana Camara, Christophe Jallet – Claude Makélélé, Mathieu Bodmer (76. Jérémy Clément), Nenê, Stéphane Sessègnon (64. Ludovic Giuly) – Mevlüt Erdinç (81. Mateja Kežman), Péguy Luyindula Cheftrainer: Antoine Kombouaré | Paris Saint-Germain | Aufstellung Olympique Marseille gegen Paris Saint-Germain |
| Olympique Marseille                                     | Elfmeterschießen | | Paris Saint-Germain | Aufstellung Olympique Marseille gegen Paris Saint-Germain |
| Olympique Marseille                                     | 1:0 Taye Taiwo 2:0 Hatem Ben Arfa Lucho González 3:2 Charles Kaboré 4:3 Guy Gnabouyou 5:4 Édouard Cissé | Péguy Luyindula 2:1 Christophe Jallet 2:2 Nenê 3:3 Mateja Kezman 4:4 Claude Makélélé Ludovic Giuly | Paris Saint-Germain | Aufstellung Olympique Marseille gegen Paris Saint-Germain |
| Olympique Marseille                                     | André Ayew (29.), Taye Taiwo (74.) | Sylvain Armand (5.), Mamadou Sakho (57.) | Paris Saint-Germain | Aufstellung Olympique Marseille gegen Paris Saint-Germain |
| 28. Juli 2010 in Radès, Tunesien (Stade Hammadi Agrebi) | | |                     |                                                           |
| Ergebnis: 0:0 n. V., 5:4 i. E.                          | | |                     |                                                           |
| Zuschauer: 55.000                                       | | |                     |                                                           |
| Schiedsrichter: Aouaz Trabelsi                          | | |                     |                                                           |

## 2011
| OSC Lille                                                | OSC Lille | Olympique Marseille | Olympique Marseille | Aufstellung                                     |
| -------------------------------------------------------- | --- | --- | ------------------- | ----------------------------------------------- |
| OSC Lille                                                | \| 27. Juli 2011 in Tanger, Marokko (Grand Stade de Tanger) \| \| Ergebnis: 4:5 (1:0) \| \| Zuschauer: 33.900 \| \| Schiedsrichter: Bouchaïb el-Ahrach \| | \| 27. Juli 2011 in Tanger, Marokko (Grand Stade de Tanger) \| \| Ergebnis: 4:5 (1:0) \| \| Zuschauer: 33.900 \| \| Schiedsrichter: Bouchaïb el-Ahrach \|                                                                                 | Olympique Marseille | Aufstellung OSC Lille gegen Olympique Marseille |
| OSC Lille                                                | Mickaël Landreau – Franck Béria, Marko Baša, Aurélien Chedjou, Mathieu Debuchy – Rio Mavuba, Florent Balmont (90.+2' Ronny Rodelin), Benoît Pedretti – Dimitri Payet (68. Ludovic Obraniak), Moussa Sow, Eden Hazard (81. Idrissa Gueye) Cheftrainer: Rudi Garcia | Steve Mandanda – Jérémy Morel, Souleymane Diawara, Stéphane Mbia, Rod Fanni – Alou Diarra, Lucho González, Benoît Cheyrou (66. Charles Kaboré) – André Ayew, Loïc Rémy, Morgan Amalfitano (66. Jordan Ayew) Cheftrainer: Didier Deschamps | Olympique Marseille | Aufstellung OSC Lille gegen Olympique Marseille |
| OSC Lille                                                | 1:0 Florent Balmot (9.) 2:0 Eden Hazard (57.) 3:1 Moussa Sow (72.) 4:4 Marko Basa (90.+2') | 2:1 André Ayew (71.) 3:2 Jérémy Morel (85.) 3:3 Loïc Rémy (87.) 3:4 André Ayew (90.+1') 4:5 André Ayew (90.+5') | Olympique Marseille | Aufstellung OSC Lille gegen Olympique Marseille |
| OSC Lille                                                | Aurelien Chedjou (49.), Benoît Pedretti (87.) | Jérémy Morel (8.) | Olympique Marseille | Aufstellung OSC Lille gegen Olympique Marseille |
| OSC Lille                                                | Aurelien Chedjou (89.) | | Olympique Marseille | Aufstellung OSC Lille gegen Olympique Marseille |
| 27. Juli 2011 in Tanger, Marokko (Grand Stade de Tanger) | | |                     |                                                 |
| Ergebnis: 4:5 (1:0)                                      | | |                     |                                                 |
| Zuschauer: 33.900                                        | | |                     |                                                 |
| Schiedsrichter: Bouchaïb el-Ahrach                       | | |                     |                                                 |

## 2012
| HSC Montpellier                                                     | HSC Montpellier | Olympique Lyon | Olympique Lyon | Aufstellung                                      |
| ------------------------------------------------------------------- | --- | --- | -------------- | ------------------------------------------------ |
| HSC Montpellier                                                     | \| 28. Juli 2012 in New York City, Vereinigte Staaten (Red Bull Arena) \| \| Ergebnis: 2:2 n. V., 2:4 i. E. \| \| Zuschauer: 15.166 \| \| Schiedsrichter: Jorge González \|                                                                                             | \| 28. Juli 2012 in New York City, Vereinigte Staaten (Red Bull Arena) \| \| Ergebnis: 2:2 n. V., 2:4 i. E. \| \| Zuschauer: 15.166 \| \| Schiedsrichter: Jorge González \|                                                                | Olympique Lyon | Aufstellung HSC Montpellier gegen Olympique Lyon |
| HSC Montpellier                                                     | Geoffrey Jourdren – Henri Bedimo, Hilton, Mapou Yanga-Mbiwa, Daniel Congré – Jamel Saihi, Marco Estrada, Rémy Cabella (65. Souleymane Camara) – Anthony Mounier (81. Benjamin Stambouli), Emanuel Herrera (75. Gaëtan Charbonnier), John Utaka Cheftrainer: René Girard | Hugo Lloris – Aly Cissokho, Cris, Bakary Koné, Mouhamadou Dabo (82. Anthony Réveillère) – Maxime Gonalons, Gueïda Fofana, Yoann Gourcuff – Alexandre Lacazette, Bafétimbi Gomis (66. Yassine Benzia), Jimmy Briand Cheftrainer: Rémi Garde | Olympique Lyon | Aufstellung HSC Montpellier gegen Olympique Lyon |
| HSC Montpellier                                                     | 1:0 John Utaka (27.) 2:1 Emanuel Herrera (55.) | 1:1 Bafétimbi Gomis (44.) 2:2 Jimmy Briand (77.) | Olympique Lyon | Aufstellung HSC Montpellier gegen Olympique Lyon |
| HSC Montpellier                                                     | Elfmeterschießen | | Olympique Lyon | Aufstellung HSC Montpellier gegen Olympique Lyon |
| HSC Montpellier                                                     | Gaëtan Charbonnier 1:1 Souleymane Camara Henri Bedimo 2:3 Mapou Yanga-Mbiwa | Gueïda Fofana 0:1 Aly Cissokho 1:2 Bakary Koné 1:3 Yassine Benzia 2:4 Jimmy Briand | Olympique Lyon | Aufstellung HSC Montpellier gegen Olympique Lyon |
| HSC Montpellier                                                     | Mapou Yanga-Mbiwa (61.), Henri Bedimo (80.) | Alexandre Lacazette (30.) | Olympique Lyon | Aufstellung HSC Montpellier gegen Olympique Lyon |
| HSC Montpellier                                                     | Marco Estrada (79.) | | Olympique Lyon | Aufstellung HSC Montpellier gegen Olympique Lyon |
| 28. Juli 2012 in New York City, Vereinigte Staaten (Red Bull Arena) | | |                |                                                  |
| Ergebnis: 2:2 n. V., 2:4 i. E.                                      | | |                |                                                  |
| Zuschauer: 15.166                                                   | | |                |                                                  |
| Schiedsrichter: Jorge González                                      | | |                |                                                  |

## 2013
| Paris Saint-Germain                                        | Paris Saint-Germain | Girondins Bordeaux | Girondins Bordeaux | Aufstellung                                              |
| ---------------------------------------------------------- | --- | --- | ------------------ | -------------------------------------------------------- |
| Paris Saint-Germain                                        | \| 3. August 2013 in Libreville, Gabun (Stade de Port-Gentil) \| \| Ergebnis: 2:1 (0:1) \| \| Zuschauer: 34.658 \| \| Schiedsrichter: Jérôme Efong Nzolo ( Belgien) \|                                                                                         | \| 3. August 2013 in Libreville, Gabun (Stade de Port-Gentil) \| \| Ergebnis: 2:1 (0:1) \| \| Zuschauer: 34.658 \| \| Schiedsrichter: Jérôme Efong Nzolo ( Belgien) \| | Girondins Bordeaux | Aufstellung Paris Saint-Germain gegen Girondins Bordeaux |
| Paris Saint-Germain                                        | Salvatore Sirigu – Maxwell, Alex, Thiago Silva, Christophe Jallet – Blaise Matuidi, Thiago Motta (72. Marco Verratti), Javier Pastore (73. Hervin Ongenda), Lucas Moura – Ezequiel Lavezzi (74. Kingsley Coman), Zlatan Ibrahimović Cheftrainer: Laurent Blanc | Cédric Carrasso – Maxime Pondjé, Lamine Sané, Grégory Sertic, Mariano – Landry N’Guémo, André Biyogo Poko, Ludovic Obraniak – Nicolas Maurice-Belay (90.+3' Hadi Sacko), Henri Saivet (90.+1' Fahid Ben Khalfallah), Jaroslav Plašil (90.+2' Jussiê) Cheftrainer: Francis Gillot | Girondins Bordeaux | Aufstellung Paris Saint-Germain gegen Girondins Bordeaux |
| Paris Saint-Germain                                        | 1:1 Hervin Ongenda (81.) 2:1 Alex (90.+3') | 0:1 Henri Saivet (38.) | Girondins Bordeaux | Aufstellung Paris Saint-Germain gegen Girondins Bordeaux |
| Paris Saint-Germain                                        | Thiago Motta (46.), Blaise Matuidi (78.) | Henri Saivet (38.) | Girondins Bordeaux | Aufstellung Paris Saint-Germain gegen Girondins Bordeaux |
| 3. August 2013 in Libreville, Gabun (Stade de Port-Gentil) | | |                    |                                                          |
| Ergebnis: 2:1 (0:1)                                        | | |                    |                                                          |
| Zuschauer: 34.658                                          | | |                    |                                                          |
| Schiedsrichter: Jérôme Efong Nzolo ( Belgien)              | | |                    |                                                          |

## 2014
| Paris Saint-Germain                               | Paris Saint-Germain | EA Guingamp | EA Guingamp |
| ------------------------------------------------- | --- | --- | ----------- |
| Paris Saint-Germain                               | \| 2. August 2014 in Peking, China (Workers Stadium) \| \| Ergebnis: 2:0 (2:0) \| \| Zuschauer: 39.752 \| \| Schiedsrichter: Clément Turpin \| | \| 2. August 2014 in Peking, China (Workers Stadium) \| \| Ergebnis: 2:0 (2:0) \| \| Zuschauer: 39.752 \| \| Schiedsrichter: Clément Turpin \| | EA Guingamp |
| Paris Saint-Germain                               | Salvatore Sirigu – Lucas Digne, Zoumana Camara, Marquinhos, Gregory van der Wiel – Thiago Motta, Javier Pastore (86. Lucas Moura), Marco Verratti – Hervin Ongenda (61. Edinson Cavani), Zlatan Ibrahimović, Jean-Christophe Bahebeck (71. Clément Chantôme) Cheftrainer: Laurent Blanc | Mamadou Samassa – Maxime Baca, Christophe Kerbrat, Jérémy Sorbon, Lars Jacobsen – Lionel Mathis, Julien Cardy (13. Rachid Alioui (69. Sylvain Marveaux)) – Thibault Giresse, Mustapha Yatabaré, Ronnie Schwartz (69.), Claudio Beauvue Cheftrainer: Jocelyn GourvennecMailand, Giuseppe-Meazza-Stadion | EA Guingamp |
| Paris Saint-Germain                               | 1:0 Zlatan Ibrahimović (8.) 2:0 Zlatan Ibrahimović (20., Elfmeter) | | EA Guingamp |
| Paris Saint-Germain                               | Christophe Kerbrat (47.) | | EA Guingamp |
| Paris Saint-Germain                               | Mustapha Yatabaré (32.) | | EA Guingamp |
| 2. August 2014 in Peking, China (Workers Stadium) | | |             |
| Ergebnis: 2:0 (2:0)                               | | |             |
| Zuschauer: 39.752                                 | | |             |
| Schiedsrichter: Clément Turpin                    | | |             |

## 2015
| Paris Saint-Germain                                 | Paris Saint-Germain | Olympique Lyon | Olympique Lyon |
| --------------------------------------------------- | --- | --- | -------------- |
| Paris Saint-Germain                                 | \| 1. August 2015 in Montreal, Kanada (Saputo Stadium) \| \| Ergebnis: 2:0 (2:0) \| \| Zuschauer: 20.057 \| \| Schiedsrichter: Mathieu Bourdeau ( Kanada) \| | \| 1. August 2015 in Montreal, Kanada (Saputo Stadium) \| \| Ergebnis: 2:0 (2:0) \| \| Zuschauer: 20.057 \| \| Schiedsrichter: Mathieu Bourdeau ( Kanada) \|                                                                                                  | Olympique Lyon |
| Paris Saint-Germain                                 | Kevin Trapp – Maxwell, David Luiz, Thiago Silva, Serge Aurier – Adrien Rabiot, Marco Verratti (70. Benjamin Stambouli), Blaise Matuidi – Lucas Moura (82. Jean-Christophe Bahebeck), Zlatan Ibrahimović, Edinson Cavani (63. Jean-Kévin Augustin) Cheftrainer: Laurent Blanc | Anthony Lopes – Henri Bedimo, Samuel Umtiti, Bakary Koné, Christophe Jallet – Maxime Gonalons, Corentin Tolisso, Jordan Ferri (78. Steed Malbranque) – Yassine Benzia (67. Rachid Ghezzal), Alexandre Lacazette, Claudio Beauvue Cheftrainer: Hubert Fournier | Olympique Lyon |
| Paris Saint-Germain                                 | 1:0 Serge Aurier (11.) 2:0 Edinson Cavani (17.) | | Olympique Lyon |
| Paris Saint-Germain                                 | Marco Verratti (60.), David Luiz (81.) | Maxime Gonalons (38.) | Olympique Lyon |
| Paris Saint-Germain                                 | Maxime Gonalons (64.) | | Olympique Lyon |
| 1. August 2015 in Montreal, Kanada (Saputo Stadium) | | |                |
| Ergebnis: 2:0 (2:0)                                 | | |                |
| Zuschauer: 20.057                                   | | |                |
| Schiedsrichter: Mathieu Bourdeau ( Kanada)          | | |                |

## 2016
| Paris Saint-Germain                                                         | Paris Saint-Germain | Olympique Lyon | Olympique Lyon | Aufstellung                                          |
| --------------------------------------------------------------------------- | --- | --- | -------------- | ---------------------------------------------------- |
| Paris Saint-Germain                                                         | \| 6. August 2016 in Klagenfurt am Wörthersee, Österreich (Wörthersee Stadion) \| \| Ergebnis: 4:1 (3:0) \| \| Zuschauer: 10.120 \| \| Schiedsrichter: Alexander Harkam ( Österreich) \|                                                                  | \| 6. August 2016 in Klagenfurt am Wörthersee, Österreich (Wörthersee Stadion) \| \| Ergebnis: 4:1 (3:0) \| \| Zuschauer: 10.120 \| \| Schiedsrichter: Alexander Harkam ( Österreich) \|                                                                                    | Olympique Lyon | Aufstellung Paris Saint-Germain gegen Olympique Lyon |
| Paris Saint-Germain                                                         | Kevin Trapp – Layvin Kurzawa (75. Maxwell), Presnel Kimpembe, David Luiz (76. Thomas Meunier), Serge Aurier – Benjamin Stambouli, Thiago Motta, Javier Pastore – Ángel Di María (67. Marco Verratti), Hatem Ben Arfa, Lucas Moura Cheftrainer: Unai Emery | Anthony Lopes – Jérémy Morel, Nicolas N’Koulou, Mapou Yanga-Mbiwa, Rafael (65. Christophe Jallet) – Maxime Gonalons, Corentin Tolisso, Sergi Darder (76. Jordan Ferri) – Maxwell Cornet, Alexandre Lacazette (46. Mathieu Valbuena), Nabil Fekir Cheftrainer: Bruno Génésio | Olympique Lyon | Aufstellung Paris Saint-Germain gegen Olympique Lyon |
| Paris Saint-Germain                                                         | 1:0 Javier Pastore (9.) 2:0 Lucas Moura (19.) 3:0 Hatem Ben Arfa (34.) 4:0 Layvin Kurzawa (54.) | 4:1 Corentin Tolisso (87.) | Olympique Lyon | Aufstellung Paris Saint-Germain gegen Olympique Lyon |
| Paris Saint-Germain                                                         | Mapou Yanga-Mbiwa (30.), Alexandre Lacazette (36.) | | Olympique Lyon | Aufstellung Paris Saint-Germain gegen Olympique Lyon |
| 6. August 2016 in Klagenfurt am Wörthersee, Österreich (Wörthersee Stadion) | | |                |                                                      |
| Ergebnis: 4:1 (3:0)                                                         | | |                |                                                      |
| Zuschauer: 10.120                                                           | | |                |                                                      |
| Schiedsrichter: Alexander Harkam ( Österreich)                              | | |                |                                                      |

## 2017
| AS Monaco                                                | AS Monaco | Paris Saint-Germain | Paris Saint-Germain | Aufstellung                                     |
| -------------------------------------------------------- | --- | --- | ------------------- | ----------------------------------------------- |
| AS Monaco                                                | \| 29. Juli 2017 in Tanger, Marokko (Grand Stade de Tanger) \| \| Ergebnis: 1:2 (1:0) \| \| Zuschauer: 43.761 \| \| Schiedsrichter: Noureddine el-Jaafari ( Marokko) \|                                                                             | \| 29. Juli 2017 in Tanger, Marokko (Grand Stade de Tanger) \| \| Ergebnis: 1:2 (1:0) \| \| Zuschauer: 43.761 \| \| Schiedsrichter: Noureddine el-Jaafari ( Marokko) \|                                                                                          | Paris Saint-Germain | Aufstellung AS Monaco gegen Paris Saint-Germain |
| AS Monaco                                                | Danijel Subašić – Terence Kongolo (66. Rony Lopes), Kamil Glik, Jemerson, Almamy Touré – Fabinho, Youri Tielemans – Thomas Lemar, Kylian Mbappé (71. Guido Carrillo), Falcao, Djibril Sidibé (77. Allan Saint-Maximin) Cheftrainer: Leonardo Jardim | Alphonse Aréola – Layvin Kurzawa, Marquinhos, Thiago Silva, Thomas Meunier – Thiago Motta (71. Blaise Matuidi), Javier Pastore (86. Gonçalo Guedes), Marco Verratti (90. Christopher Nkunku), Adrien Rabiot, Dani Alves – Edinson Cavani Cheftrainer: Unai Emery | Paris Saint-Germain | Aufstellung AS Monaco gegen Paris Saint-Germain |
| AS Monaco                                                | 1:0 Djibril Sidibé (30.) | 1:1 Dani Alves (51.) 1:2 Adrien Rabiot (63.) | Paris Saint-Germain | Aufstellung AS Monaco gegen Paris Saint-Germain |
| AS Monaco                                                | Djibril Sidibé (50.), Kamil Glik (53.), Fabinho (82.) | Marco Verratti (82.) | Paris Saint-Germain | Aufstellung AS Monaco gegen Paris Saint-Germain |
| 29. Juli 2017 in Tanger, Marokko (Grand Stade de Tanger) | | |                     |                                                 |
| Ergebnis: 1:2 (1:0)                                      | | |                     |                                                 |
| Zuschauer: 43.761                                        | | |                     |                                                 |
| Schiedsrichter: Noureddine el-Jaafari ( Marokko)         | | |                     |                                                 |

## 2018
| Paris Saint-Germain                                                            | Paris Saint-Germain | AS Monaco | AS Monaco | Aufstellung                                     |
| ------------------------------------------------------------------------------ | --- | --- | --------- | ----------------------------------------------- |
| Paris Saint-Germain                                                            | \| 4. August 2018 in Shenzhen, China (Shenzhen Universiade Sports Centre Stadium) \| \| Ergebnis: 4:0 (2:0) \| \| Zuschauer: 41.237 \| \| Schiedsrichter: Ruddy Buquet \|                                                                                    | \| 4. August 2018 in Shenzhen, China (Shenzhen Universiade Sports Centre Stadium) \| \| Ergebnis: 4:0 (2:0) \| \| Zuschauer: 41.237 \| \| Schiedsrichter: Ruddy Buquet \|                                                                         | AS Monaco | Aufstellung Paris Saint-Germain gegen AS Monaco |
| Paris Saint-Germain                                                            | Gianluigi Buffon – Stanley N’Soki, Thiago Silva (73. Antoine Bernede), Kévin Rimane, Colin Dagba – Lassana Diarra (64. Marquinhos), Marco Verratti (76. Neymar), Adrien Rabiot – Ángel Di María, Timothy Weah, Christopher Nkunku Cheftrainer: Thomas Tuchel | Diego Benaglio – Julien Serrano, Kamil Glik, Jemerson, Andrea Raggi – Jean-Eudes Aholou, Youri Tielemans, Pelé (46. Sofiane Diop) – Rony Lopes (65. Jordi Mboula), Stevan Jovetić, Samuel Grandsir (46. Keita Baldé) Cheftrainer: Leonardo Jardim | AS Monaco | Aufstellung Paris Saint-Germain gegen AS Monaco |
| Paris Saint-Germain                                                            | 1:0 Ángel Di María (33.) 2:0 Christopher Nkunku (40.) 3:0 Timothy Weah (67.) 4:0 Ángel Di María (90.+2') | | AS Monaco | Aufstellung Paris Saint-Germain gegen AS Monaco |
| Paris Saint-Germain                                                            | Jean-Eudes Aholou (4.) | | AS Monaco | Aufstellung Paris Saint-Germain gegen AS Monaco |
| 4. August 2018 in Shenzhen, China (Shenzhen Universiade Sports Centre Stadium) | | |           |                                                 |
| Ergebnis: 4:0 (2:0)                                                            | | |           |                                                 |
| Zuschauer: 41.237                                                              | | |           |                                                 |
| Schiedsrichter: Ruddy Buquet                                                   | | |           |                                                 |

## 2019
| Paris Saint-Germain                                                            | Paris Saint-Germain | Stade Rennes | Stade Rennes |
| ------------------------------------------------------------------------------ | --- | --- | ------------ |
| Paris Saint-Germain                                                            | \| 3. August 2019 in Shenzhen, China (Shenzhen Universiade Sports Centre Stadium) \| \| Ergebnis: 2:1 (0:1) \| \| Zuschauer: 22.045 \| \| Schiedsrichter: Benoît Bastien \|                                                                                   | \| 3. August 2019 in Shenzhen, China (Shenzhen Universiade Sports Centre Stadium) \| \| Ergebnis: 2:1 (0:1) \| \| Zuschauer: 22.045 \| \| Schiedsrichter: Benoît Bastien \|                                                                                                  | Stade Rennes |
| Paris Saint-Germain                                                            | Alphonse Aréola – Juan Bernat, Abdou Diallo, Thilo Kehrer, Thomas Meunier (80. Thiago Silva) – Marquinhos (78. Leandro Paredes), Marco Verratti, Ander Herrera (61. Ángel Di María) – Kylian Mbappé, Edinson Cavani, Pablo Sarabia Cheftrainer: Thomas Tuchel | Tomáš Koubek – Jérémy Gelin, Damien Da Silva, Jérémy Morel – Faitout Maouassa, Eduardo Camavinga, James Léa Siliki (84. Romain Del Castillo), Clément Grenier, Benjamin Bourigeaud (68. Yann Gboho), Adrien Hunou (46. Sacha Boey), Flavien Tait Cheftrainer: Julien Stéphan | Stade Rennes |
| Paris Saint-Germain                                                            | 1:1 Kylian Mbappé (57.) 2:1 Ángel Di María (73.) | 0:1 Adrien Hunou (13.) | Stade Rennes |
| Paris Saint-Germain                                                            | Thomas Meunier (7.), Juan Bernat (23.), Ángel Di María (74.), Pablo Sarabia (90.), Kylian Mbappé (90.+4') | Benjamin Bourigeaud (45.+2'), James Léa Iseka (72.) | Stade Rennes |
| 3. August 2019 in Shenzhen, China (Shenzhen Universiade Sports Centre Stadium) | | |              |
| Ergebnis: 2:1 (0:1)                                                            | | |              |
| Zuschauer: 22.045                                                              | | |              |
| Schiedsrichter: Benoît Bastien                                                 | | |              |

## 2020
| Paris Saint-Germain                              | Paris Saint-Germain | Olympique Marseille | Olympique Marseille | Aufstellung                                               |
| ------------------------------------------------ | --- | --- | ------------------- | --------------------------------------------------------- |
| Paris Saint-Germain                              | \| 13. Januar 2021 in Lens (Stade Bollaert-Delelis) \| \| Ergebnis: 2:1 (1:0) \| \| Zuschauer: Geisterspiel \| \| Schiedsrichter: Ruddy Buquet \| | \| 13. Januar 2021 in Lens (Stade Bollaert-Delelis) \| \| Ergebnis: 2:1 (1:0) \| \| Zuschauer: Geisterspiel \| \| Schiedsrichter: Ruddy Buquet \| | Olympique Marseille | Aufstellung Paris Saint-Germain gegen Olympique Marseille |
| Paris Saint-Germain                              | Keylor Navas – Layvin Kurzawa (65. Presnel Kimpembe), Abdou Diallo, Marquinhos, Alessandro Florenzi – Leandro Paredes (88. Danilo Pereira), Ander Herrera (90. Pablo Sarabia), Marco Verratti – Kylian Mbappé, Mauro Icardi (88. Moise Kean), Ángel Di María (65. Neymar) Cheftrainer: Mauricio Pochettino | Steve Mandanda (46. Yohann Pelé) – Yūto Nagatomo (66. Pol Lirola), Duje Ćaleta-Car, Álvaro González, Hiroki Sakai – Boubacar Kamara, Valentin Rongier (80. Valère Germain), Pape Gueye (56. Morgan Sanson) – Nemanja Radonjić (56. Darío Benedetto), Dimitri Payet, Florian Thauvin Cheftrainer: André Villas-Boas | Olympique Marseille | Aufstellung Paris Saint-Germain gegen Olympique Marseille |
| Paris Saint-Germain                              | 1:0 Mauro Icardi (39.) 2:0 Neymar (85.) | 2:1 Dimitri Payet (89.) | Olympique Marseille | Aufstellung Paris Saint-Germain gegen Olympique Marseille |
| Paris Saint-Germain                              | Kylian Mbappé (90.+4') | Nemanja Radonjić (17.), Yuto Nagatomo (26.), Pol Lirola (72.), Álvaro González (77.) | Olympique Marseille | Aufstellung Paris Saint-Germain gegen Olympique Marseille |
| 13. Januar 2021 in Lens (Stade Bollaert-Delelis) | | |                     |                                                           |
| Ergebnis: 2:1 (1:0)                              | | |                     |                                                           |
| Zuschauer: Geisterspiel                          | | |                     |                                                           |
| Schiedsrichter: Ruddy Buquet                     | | |                     |                                                           |

## 2021
| OSC Lille                                       | OSC Lille | Paris Saint-Germain | Paris Saint-Germain | Aufstellung                                     |
| ----------------------------------------------- | --- | --- | ------------------- | ----------------------------------------------- |
| OSC Lille                                       | \| 1. August 2021 in Tel Aviv (Bloomfield-Stadion) \| \| Ergebnis: 1:0 (1:0) \| \| Zuschauer: 29.000 \| \| Schiedsrichter: Yigal Frid ( Israel) \| | \| 1. August 2021 in Tel Aviv (Bloomfield-Stadion) \| \| Ergebnis: 1:0 (1:0) \| \| Zuschauer: 29.000 \| \| Schiedsrichter: Yigal Frid ( Israel) \| | Paris Saint-Germain | Aufstellung OSC Lille gegen Paris Saint-Germain |
| OSC Lille                                       | Léo Jardim – Reinildo Mandava, Sven Botman, José Fonte , Tiago Djaló – Jonathan Bamba ( 85. Domagoj Bradarić), Benjamin André, Xeka ( 79. Yusuf Yazıcı), Luiz Araújo ( 85. Jonathan Ikoné) – Burak Yılmaz, Jonathan David ( 76. Timothy Weah) Cheftrainer: Jocelyn Gourvennec | Keylor Navas – Abdou Diallo, Presnel Kimpembe ( 81. Layvin Kurzawa), Thilo Kehrer, Achraf Hakimi – Danilo Pereira, Junior Dina Ebimbe ( 71. Georginio Wijnaldum), Ander Herrera – Arnaud Kalimuendo ( 81. Ismaël Gharbi), Mauro Icardi, Julian Draxler Cheftrainer: Mauricio Pochettino | Paris Saint-Germain | Aufstellung OSC Lille gegen Paris Saint-Germain |
| OSC Lille                                       | 1:0 Xeka (45.) | | Paris Saint-Germain | Aufstellung OSC Lille gegen Paris Saint-Germain |
| OSC Lille                                       | Luiz Araújo (78.), Jardim (90.+2') | Kehrer (30.), Diallo (52.), Draxler (84.), Pereira (90.+3') | Paris Saint-Germain | Aufstellung OSC Lille gegen Paris Saint-Germain |
| 1. August 2021 in Tel Aviv (Bloomfield-Stadion) | | |                     |                                                 |
| Ergebnis: 1:0 (1:0)                             | | |                     |                                                 |
| Zuschauer: 29.000                               | | |                     |                                                 |
| Schiedsrichter: Yigal Frid ( Israel)            | | |                     |                                                 |

## 2022
| Paris Saint-Germain                            | Paris Saint-Germain | FC Nantes | FC Nantes | Aufstellung                                     |
| ---------------------------------------------- | --- | --- | --------- | ----------------------------------------------- |
| Paris Saint-Germain                            | \| 31. Juli 2022 in Tel Aviv (Bloomfield-Stadion) \| \| Ergebnis: 4:0 (2:0) \| \| Zuschauer: 28.000 \| \| Schiedsrichter: Orel Grinfeld ( Israel) \| | \| 31. Juli 2022 in Tel Aviv (Bloomfield-Stadion) \| \| Ergebnis: 4:0 (2:0) \| \| Zuschauer: 28.000 \| \| Schiedsrichter: Orel Grinfeld ( Israel) \| | FC Nantes | Aufstellung Paris Saint-Germain gegen FC Nantes |
| Paris Saint-Germain                            | Gianluigi Donnarumma – Presnel Kimpembe, Marquinhos , Sergio Ramos – Nuno Mendes ( 67. Juan Bernat), Vitinha ( 67. Danilo Pereira), Marco Verratti ( 77. Leandro Paredes), Achraf Hakimi ( 77. Nordi Mukiele) – Neymar, Lionel Messi, Pablo Sarabia ( 83. Arnaud Kalimuendo) Cheftrainer: Christophe Galtier | Alban Lafont – Nicolas Pallois, Andrei Girotto, Jean-Charles Castelletto – Dennis Appiah ( 77. Fábio), Pedro Chirivella ( 64. Mostafa Mohamed), Moussa Sissoko, Marcus Coco ( 64. Samuel Moutoussamy), Ludovic Blas – Moses Simon, Evann Guessand ( 77. Sébastien Corchia) Cheftrainer: Antoine Kombouaré | FC Nantes | Aufstellung Paris Saint-Germain gegen FC Nantes |
| Paris Saint-Germain                            | 1:0 Messi (22.) 2:0 Neymar (45.+3') 3:0 Ramos (57.) 4:0 Neymar (81., Elfmeter) | | FC Nantes | Aufstellung Paris Saint-Germain gegen FC Nantes |
| Paris Saint-Germain                            | Vitinha (16.) | Coco (38.), Moutoussamy (75.) | FC Nantes | Aufstellung Paris Saint-Germain gegen FC Nantes |
| Paris Saint-Germain                            | Castelletto (80.) | | FC Nantes | Aufstellung Paris Saint-Germain gegen FC Nantes |
| 31. Juli 2022 in Tel Aviv (Bloomfield-Stadion) | | |           |                                                 |
| Ergebnis: 4:0 (2:0)                            | | |           |                                                 |
| Zuschauer: 28.000                              | | |           |                                                 |
| Schiedsrichter: Orel Grinfeld ( Israel)        | | |           |                                                 |

## 2023
| Paris Saint-Germain                        | Paris Saint-Germain | FC Toulouse | FC Toulouse | Aufstellung                                       |
| ------------------------------------------ | --- | --- | ----------- | ------------------------------------------------- |
| Paris Saint-Germain                        | \| 3. Januar 2024 in Paris (Parc des Princes) \| \| Ergebnis: 2:0 (2:0) \| \| Zuschauer: 43.792 \| \| Schiedsrichter: Hakim Ben El Hadj \| | \| 3. Januar 2024 in Paris (Parc des Princes) \| \| Ergebnis: 2:0 (2:0) \| \| Zuschauer: 43.792 \| \| Schiedsrichter: Hakim Ben El Hadj \| | FC Toulouse | Aufstellung Paris Saint-Germain gegen FC Toulouse |
| Paris Saint-Germain                        | Gianluigi Donnarumma – Achraf Hakimi, Marquinhos , Milan Škriniar ( 71. Lucas Beraldo), Lucas Hernández – Warren Zaïre-Emery, Vitinha, Lee Kang-in – Ousmane Dembélé ( 69. Marco Asensio), Kylian Mbappé, Bradley Barcola ( 66. Randal Kolo Muani) Cheftrainer: Luis Enrique | Guillaume Restes – Christian Mawissa ( 76. Warren Kamanzi), Moussa Diarra, Rasmus Nicolaisen, Gabriel Suazo – Cristian Cásseres Jr., Stijn Spierings – Aron Dønnum ( 65. Naatan Skyttä), Vincent Sierro ( 76. Ibrahim Cissoko), César Gelabert ( 65. Frank Magri) – Thijs Dallinga Cheftrainer: Carles Martínez Novell | FC Toulouse | Aufstellung Paris Saint-Germain gegen FC Toulouse |
| Paris Saint-Germain                        | 1:0 Lee Kang-in (3.) 2:0 Mbappé (44.) | | FC Toulouse | Aufstellung Paris Saint-Germain gegen FC Toulouse |
| Paris Saint-Germain                        | Vitinha (46.), Hernández (77.) | Suazo (45.+1') | FC Toulouse | Aufstellung Paris Saint-Germain gegen FC Toulouse |
| 3. Januar 2024 in Paris (Parc des Princes) | | |             |                                                   |
| Ergebnis: 2:0 (2:0)                        | | |             |                                                   |
| Zuschauer: 43.792                          | | |             |                                                   |
| Schiedsrichter: Hakim Ben El Hadj          | | |             |                                                   |

## 2024
| Paris Saint-Germain                  | Paris Saint-Germain | AS Monaco | AS Monaco | Aufstellung                                     |
| ------------------------------------ | --- | --- | --------- | ----------------------------------------------- |
| Paris Saint-Germain                  | \| 5. Januar 2025 in Doha (Stadion 974) \| \| Ergebnis: 1:0 (0:0) \| \| Zuschauer: 39.682 \| \| Schiedsrichter: Willy Delajod \| | \| 5. Januar 2025 in Doha (Stadion 974) \| \| Ergebnis: 1:0 (0:0) \| \| Zuschauer: 39.682 \| \| Schiedsrichter: Willy Delajod \| | AS Monaco | Aufstellung Paris Saint-Germain gegen AS Monaco |
| Paris Saint-Germain                  | Gianluigi Donnarumma – Achraf Hakimi, Willian Pacho, Marquinhos , Nuno Mendes − Warren Zaïre-Emery ( 88. Senny Mayulu), Vitinha, João Neves ( 67. Fabián Ruiz) − Lee Kang-in ( 67. Bradley Barcola), Ousmane Dembélé, Désiré Doué ( 72. Gonçalo Ramos) Cheftrainer: Luis Enrique | Philipp Köhn − Vanderson ( 86. Jordan Teze), Mohammed Salisu, Thilo Kehrer, Caio Henrique − Alexander Golowin ( 72. Lamine Camara), Denis Zakaria − Maghnes Akliouche ( 86. Soungoutou Magassa), Takumi Minamino, Eliesse Ben Seghir − George Ilenikhena ( 72. Breel Embolo) Cheftrainer: Adi Hütter | AS Monaco | Aufstellung Paris Saint-Germain gegen AS Monaco |
| Paris Saint-Germain                  | 1:0 Dembélé (90.+2') | | AS Monaco | Aufstellung Paris Saint-Germain gegen AS Monaco |
| Paris Saint-Germain                  | Mendes (23.), Barcola (87.) | Vanderson (35.) | AS Monaco | Aufstellung Paris Saint-Germain gegen AS Monaco |
| 5. Januar 2025 in Doha (Stadion 974) | | |           |                                                 |
| Ergebnis: 1:0 (0:0)                  | | |           |                                                 |
| Zuschauer: 39.682                    | | |           |                                                 |
| Schiedsrichter: Willy Delajod        | | |           |                                                 |